# Spinosomatidia
Spinosomatidia – rodzaj chrząszczy z rodziny kózkowatych i podrodziny zgrzypikowych.

## Zasięg występowania
Przedstawiciele tego rodzaju występują w RPA.

## Systematyka
Do Spinosomatidia należą 4 gatunki:
- Spinosomatidia affinis
- Spinosomatidia obesa
- Spinosomatidia similis
- Spinosomatidia tuberipennis